# Srážky

Dlouhodobý denní průměr srážek

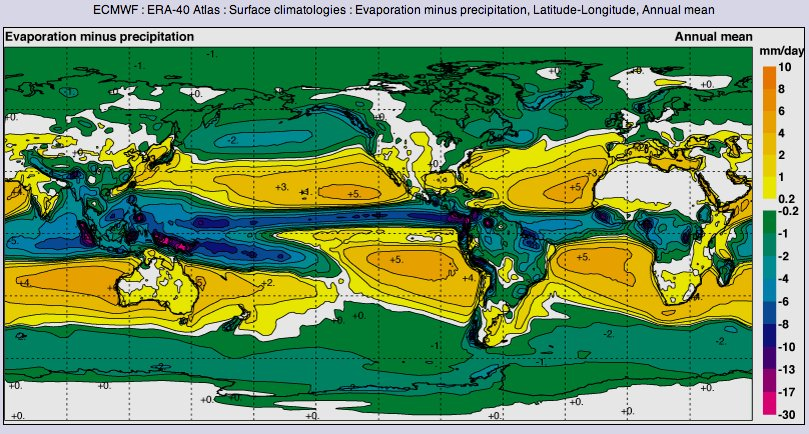
Rozdíl výparu a srážek v mm/den

Srážky jsou pojem zahrnující velkou část hydrometeorů. Jedná se o soustavu částic vody, vzniklých kondenzací vodní páry nebo sublimací a podobně (například zdvižením větrem z povrchu země), které padají z atmosféry na zemský povrch či kondenzují přímo na zemském povrchu. Srážky jsou jednou z hlavních částí koloběhu vody v přírodě. Průměrné množství a frekvence srážek jsou důležitou charakteristikou zeměpisných oblastí a rozhodujícím faktorem pro úspěšné provozování zemědělství. Globálně spadne průměrně 2,7 mm srážek za den. S růstem teploty poroste míra srážek i výparu. Výpar je ale složitý jev a závisí na teplotě (se kterou roste), slunečním zářením (ovlivněné množstvím oblaků), dostupnosti vody v půdě, ale i biologické transpirace (tvořící přibližně desetinu výparu), tedy celkové evapotranspirace. Globálně ale oblačnost klesá. V ČR pro nejpesimističtější model RCP 8.5 je předpovězen hlavně nárůst srážek v zimě a neznatelná změna v létě. Nárůst extrémních srážek se odhaduje maximálně v jednotkách procent. Světově průměrně spadne většina srážek na daném místě během dvou týdnů v roce.

## Příčiny srážek

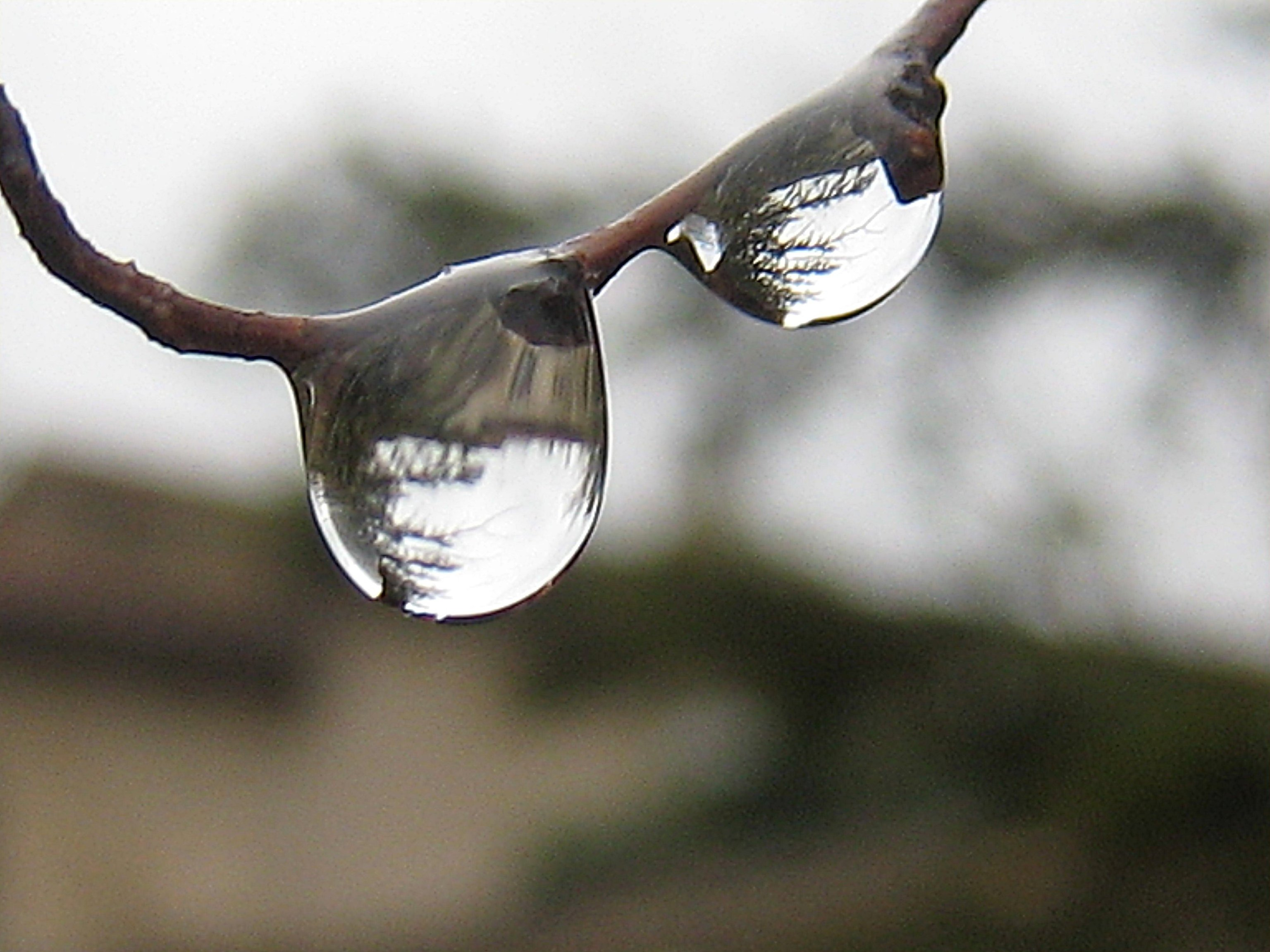
Dešťové srážky

- Orografické – srážky vznikající vynuceným výstupem vzduchu způsobeným tvarem terénu (orografií). Významné jsou především na horských překážkách.
- Konvektivní – srážky způsobené výstupem vzduchu v důsledku konvekce, které vzniká při nerovnoměrném zahřívání zemského povrchu. Bublina zahřátého vzduchu, který má menší hustotu, vystupuje nahoru; stoupá, dokud je teplejší než okolní vzduch. Při dosažení hladiny kondenzace vzniknou kupovité oblaky. Při intenzivní konvenci se oblaka vyvíjí vertikálně do podoby bouřkového oblaku (typické v létě).
- Cyklonální – srážky vznikající při výstupu vzduchu způsobeném celkovým pohybem vzduchových hmot.

## Druhy srážek

### Atmosférické srážky
- déšť
- mrznoucí déšť
- mrholení
- mrznoucí mrholení
- sníh
- sněhové krupky
- sněhová zrna
- krupky
- zmrzlý déšť
- kroupy
- ledové jehličky

### Usazené srážky
- rosa
- jinovatka
- námraza
- ledovka

### Dělení podle skupenství

#### Kapalné srážky
- déšť
- mrznoucí déšť
- mrholení
- mrznoucí mrholení
- rosa

#### Tuhé srážky
- sníh
- sněhové krupky
- sněhová zrna
- zmrzlý déšť
- krupky
- kroupy
- ledové jehličky
- zmrzlá rosa
- jíní
- námraza
- ledovka

#### Srážky smíšené
Při teplotách lehce nad 0 °C.

#### Srážky pevné (sněhové, ledové)
Při teplotách pod 0 °C

## Měření srážek

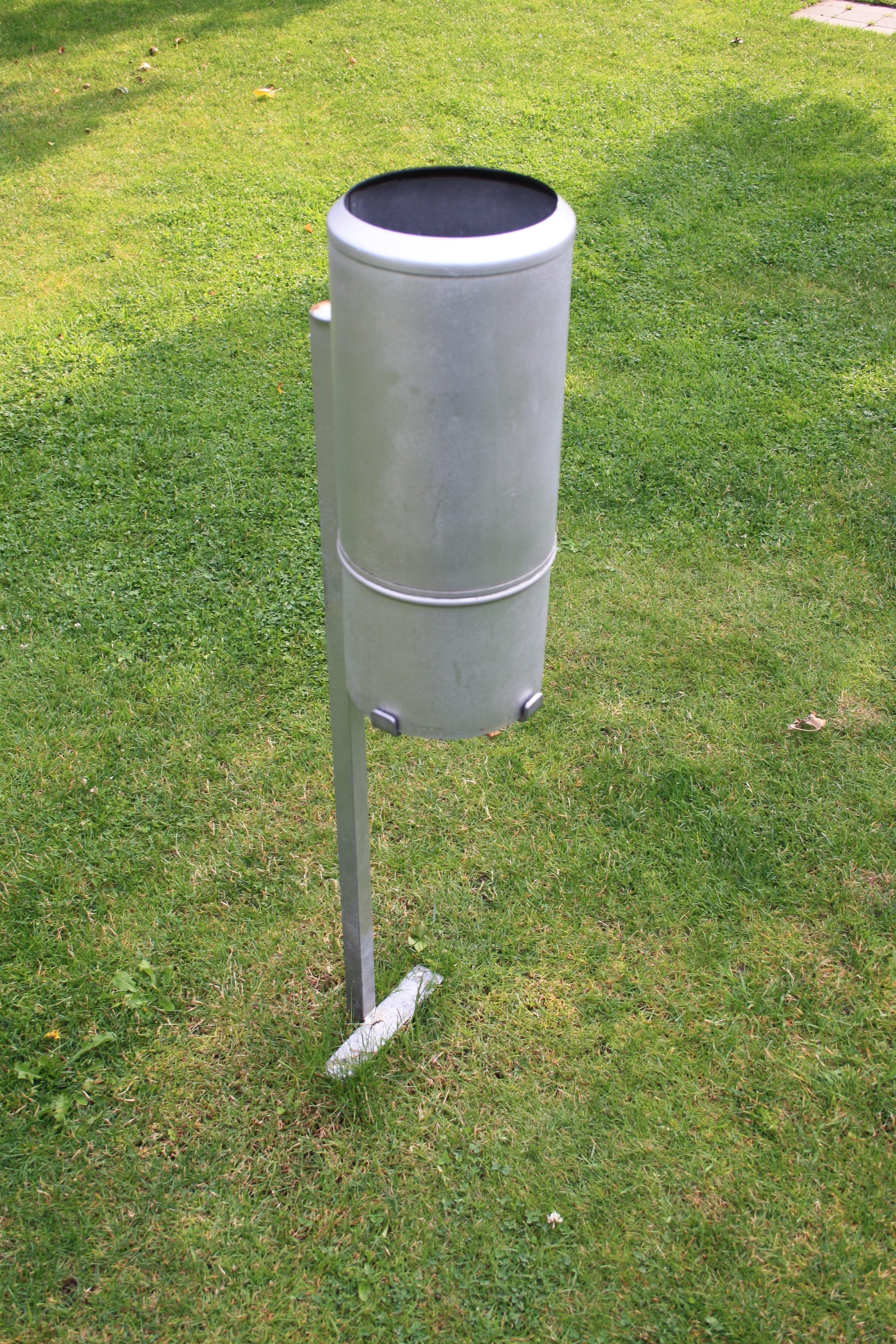
Srážkoměr

Lze sledovat dobu trvání, intenzitu i prosté množství srážek. Množství srážek bývá udáváno v milimetrech kapalné vody spadlé na zemský povrch (1 mm = 1 l/m²). Sníh či kroupy zachycené srážkoměrem je proto třeba před měřením nechat roztát. Srážkoměr neboli ombrometr se používá k měření úhrnu srážek. Velmi zjednodušeně jej lze popsat jako nádobu s nálevkou. Přístroj zaznamenávající časový průběh dešťových srážek (např. pomocí plováku) bývá označován termínem ombrograf. Přístroj na zjišťování množství rosy má název drosometr (může mít podobu síťky spojené s vahami) nebo drosograf (zaznamenává množství rosy). V současnosti se k odhadu a krátkodobé předpovědi intenzity srážek široce využívá meteorologických radarů.
Srážkový úhrn je charakterizován jako výška vodního sloupce srážek za určitý časový úsek. Obvykle bývá uváděn v jednotkách mm/hod., mm/rok.
Vliv na měření (i přes 10 procent) může mít vítr, odpar či následné stanovení hodnot pro dané území. V tropech je nesoulad měření ještě větší.

## Orografické překážky
Stojí-li v cestě převládajícímu směru větrného proudění horské pásmo, vypadne převážná většina srážek (zejména dešťových) na návětrné straně a v závětří hor tak vzniká srážkový stín. Typickým příkladem takto orograficky zeslabených srážek může být Žatecko a Roudnicko v závětří Krušných hor a Českého středohoří, kde roční úhrn srážek dosahuje pouze kolem 450 mm/rok. Naopak příkladem zesílených srážek na návětrné straně jsou Jizerské hory, zejména severozápadně orientované údolí říčky Smědé, na jehož konci dosahují průměrné roční úhrny kolem 1700 mm, což je nejvíce v celé České republice.
Průměrný úhrn srážek se zvyšuje s nadmořskou výškou a maxima dosahuje (ve středoevropských podmínkách – například v Alpách či Tatrách) v nadmořské výšce kolem 2500 m n. m. Nad touto hranicí se projevuje takzvaná inverze srážek, tedy pokles srážkových úhrnů.

## Rozdělení intenzit srážek
| intenzita   | déšť [mm/h]          | sněžení [cm/h]                                                                              | mrholení [mm/h]                                           |
| ----------- | -------------------- | ------------------------------------------------------------------------------------------- | --------------------------------------------------------- |
| velmi slabá | neměřitelné množství | jednotlivé vločky, které nepokrývají celý exponovaný povrch bez ohledu na délku trvání jevu | neměřitelné množství                                      |
| slabá       | 0,1 – 2,5            | <0,5 : neovlivňuje dohlednost                                                               | <0,1                                                      |
| mírná       | 2,6 – 8              | 0,6 – 4 : dohlednost již mírně zhoršená                                                     | 0,1 – 0,2                                                 |
| silná       | 8 – 40               | >4 : dohlednost zhoršená již na 500 m                                                       | 0,2 – 0,3                                                 |
| velmi silná | >40                  | krátkodobé intenzivní sněhové přeháňky – dohlednost pod 500 m                               | Nepoužívá se – mrholení v takovém případě přechází v déšť |